# Virus à ADN
— non classé —
Groupes de rang inférieur
- Groupe I (dsDNA)
- Groupe II (ssDNA)
- Groupe VII (dsDNA-RT)

Un virus à ADN est un virus qui possède de l'ADN dans son génome et n'utilise pas d'intermédiaire à ARN durant sa réplication. Il se réplique en utilisant une ADN polymérase ADN-dépendante. Leur ADN peut être soit à simple brin (SsDNA) ou à double brin (dsDNA), ces derniers étant les plus courants.
Les virus à ADN appartiennent soit au Groupe I soit au Groupe II du système de classification des virus connu sous le nom de classification de Baltimore. Bien que certains virus du groupe VII tels que celui de l'hépatite B contiennent un génome contenant de l’ADN, ils ne sont pas considérés comme des virus à ADN selon la classification de Baltimore, mais plutôt des rétrovirus parce qu'ils se répliquent par l'intermédiaire d'un ARN.
L'ADN à simple brin est d'habitude promu en double brin dans les cellules infectées.
L'ordre de grandeur du génome des virus à ADN les plus simples est d'environ 5 000 paires de bases.
L'ADN viral des phages est différent de celui des bactéries qu'ils cherchent à infecter, ce qui explique le phénomène de la restriction en biologie.

## Groupe I – Virus à ADN double brin
Les virus à ADN double brin constituent le realm des Duplodnaviria.
- Ordre des Caudovirales
  - Famille des Myoviridae – incluant le phage T4  qui infecte les bactéries Escherichia coli
  - Famille des Podoviridae
  - Famille des  Siphoviridae – incluant le phage lambda  qui infecte les bactéries Escherichia coli
- Ordre des Herpesvirales
  - Famille des Alloherpesviridae
  - Famille des Herpesviridae  – incluant les  herpesvirus humains, comme le virus de la varicelle
  - Famille des Malacoherpesviridae
- Ordre des Megavirales
  - Famille des Ascoviridae
  - Famille des Asfarviridae – incluant le virus de la  peste porcine africaine
  - Famille des Iridoviridae 
  - Famille des Marseilleviridae - incluant Marseillevirus
  - Famille des Mimiviridae - incluant Mimivirus 
  - Famille des Pandoraviridae
  - Famille des Phycodnaviridae 
  - Famille des Pithoviridae
  - Famille des Poxviridae  – incluant le virus de la vaccine, et celui de la variole
- Familles non assignées à un ordre
  - Famille des Adenoviridae  – incluant les virus responsables des infections humaines à adénovirus
  - Famille des Baculoviridae 
  - Famille des Coccolithoviridae
  - Famille des Corticoviridae
  - Famille des Fuselloviridae
  - Famille des Guttaviridae
  - Famille des Lipothrixviridae
  - Famille des Whispovirus
  - Famille des Papillomavirus 
  - Famille des Plasmaviridae
  - Famille des Polyomavirus  – incluant le  virus simien 40, le JC virus
  - Famille des Rudiviridae
  - Famille des Tectiviridae
- Genres non assignés à une famille
  - Ampullavirus
  - Salterprovirus
  - Rhizidiovirus
  - Virophage

## Groupe II – Virus à ADN simple brin
- Familles des bactériophages (non assignées à un ordre)
  - Familles des Inoviridae
  - Famille des Microviridae
- Autres familles (non assignées à un ordre)
  - Famille des  Geminiviridae
  - Famille des Circoviridae
  - Famille des Nanoviridae
  - Famille des  Parvoviridae – incluant le parvovirus B19
- Genres non assignés à une famille
  - Anellovirus

## Propositions de révision de la taxonomie  desHerpesviridae
Les virus de l'herpès sont des virus à ADN double brin classés dans le Groupe I. Le groupe d'étude des Herpesviridae a proposé que les virus de l'herpès soient reclassés dans le groupe nouvellement défini des Herpesvirus. Ils proposent également que des Herpesviridae actuellement non assignés à un groupe soient classés dans le nouveau groupe des virus de l'herpès. En outre, ils proposent que les familles Alloherpesviridae et Malacoherpesviridae soient également reclassées dans le groupe nouveau.